# A Picture of Me (Without You) (chanson)
Pour l'album, voir A Picture of Me (Without You).
Singles de George Jones
Wrapped Around Her Finger
(1972) What My Woman Can't Do
(1973)
Singles de Lorrie Morgan
We Both Walk
(1991) Except for Monday
(1991)
A Picture of Me (Without You) est une chanson écrite par Norro Wilson et George Richey. Elle a été enregistrée à l'origine par George Jones, dont la version a atteint la cinquième position du hit-parade Billboard Hot Country Singles en 1972. La chanson a été reprise par Lorrie Morgan sur son album Something in Red sorti en 1991. En juin 1991, la version de Morgan est le deuxième single extrait de cet album et elle atteint la neuvième position du hit-parade Billboard Hot Country Singles & Tracks en novembre 1991.

## Positions dans les hits-parades

### Version de George Jones
| Chart (1972)                       | Position |
| ---------------------------------- | -------- |
| U.S. Billboard Hot Country Singles | 5        |
| Canadian RPM Country Tracks        | 13       |

### Version de Lorrie Morgan
| Chart (1991)                                | Position |
| ------------------------------------------- | -------- |
| U.S. Billboard Hot Country Singles & Tracks | 9        |
| Canadian RPM Country Tracks                 | 6        |